# Coupe des clubs champions d'Océanie masculine de handball
La Coupe des clubs champions d'Océanie masculine de handball est une compétition regroupant annuellement les meilleurs clubs masculins de handball d'Océanie, sous l'égide de la Fédération du continent océanien de handball.
Le vainqueur est généralement qualifié pour la Coupe du monde des clubs.

## Palmarès
| Année | Lieu                       | Champion                   | Finaliste                          | Score                      |
| ----- | -------------------------- | -------------------------- | ---------------------------------- | -------------------------- |
| 2006  | Nouvelle-Calédonie         | JS Mont-Dore (en)          | AS Dumbéa (en)                     | ?? - ??                    |
| 2007  | Tahiti                     | JS Mont-Dore (en)          | AS Dragon (en)                     | ?? - ??                    |
| 2008  | Nouvelle-Calédonie         | AS Dumbéa (en)             | JS Mont-Dore (en)                  | ?? - ??                    |
| 2009  | Tahiti                     | Région de Sydney           | A.S. Faa'a (en)                    | ?? - ??                    |
| 2010  | Nouvelle-Calédonie         | AS Dumbéa (en)             | AS Dragon (en)                     | 30 - 29                    |
| 2011  | Tahiti                     | Université de Sydney HC    | AS Dragon (en)                     | 23 - 22                    |
| 2012  | non disputé                | non disputé                | non disputé                        | non disputé                |
| 2013  | Sydney                     | Université de Sydney HC    | Région d'Auckland                  | 51 - 41 (2 matchs)         |
| 2014  | Nouvelle-Calédonie         | Université de Sydney HC    | Saint-Kilda HC                     | 24 – 23                    |
| 2015  | Sydney                     | Université de Sydney HC    | Saint-Kilda HC                     | 23 – 16                    |
| 2016  | Geelong                    | Université de Sydney HC    | West Adelaide                      | 30 – 18                    |
| 2017  | Geelong                    | Université de Sydney HC    | Université technologique de Sydney | 30 – 26                    |
| 2018  | Geelong                    | Université de Sydney HC    | Université technologique de Sydney | 30 – 14                    |
| 2019  | Gold Coast                 | Université de Sydney HC    | Université du Queensland           | 33 – 32                    |
| 2020  | Annulé à cause du Covid-19 | Annulé à cause du Covid-19 | Annulé à cause du Covid-19         | Annulé à cause du Covid-19 |
| 2021  | Gold Coast                 | Université du Queensland   | Saint-Kilda HC                     | 27 – 17                    |
| 2022  | Gold Coast                 | Université de Sydney HC    | Université du Queensland           | 26 – 21                    |
| 2023  | Canberra                   | Université du Queensland   | Saint-Kilda HC                     | 31 – 25                    |
| 2024  | Canberra                   | Université de Sydney HC    | Université du Queensland           | 23 – 20                    |

## Bilans

### Par club
| Rang  | Club                     | Titres | Années victorieuses                                        |
| ----- | ------------------------ | ------ | ---------------------------------------------------------- |
| 1     | Université de Sydney HC  | 10     | 2011, 2013, 2014, 2015, 2016, 2017, 2018, 2019, 2022, 2024 |
| 2     | JS Mont-Dore (en)        | 2      | 2006, 2007                                                 |
| -     | AS Dumbéa (en)           | 2      | 2008, 2010                                                 |
| -     | Université du Queensland | 2      | 2021, 2023                                                 |
| 5     | Région de Sydney         | 1      | 2009                                                       |
| /     | non disputé              | 2      | 2012, 2020                                                 |
| Total | Total                    | 19     | 2006-2024                                                  |

### Par pays
| Rang  | Club               | Titres | Années victorieuses                                                          |
| ----- | ------------------ | ------ | ---------------------------------------------------------------------------- |
| 1     | Australie          | 13     | 2009, 2011, 2013, 2014, 2015, 2016, 2017, 2018, 2019, 2021, 2022, 2023, 2024 |
| 2     | Nouvelle-Calédonie | 4      | 2006, 2007, 2008, 2010                                                       |
| /     | non disputé        | 2      | 2012, 2020                                                                   |
| Total | Total              | 19     | 2006-2024                                                                    |